# Синеухий зимородок
Синеухий зимородок (лат. Cittura cyanotis) — вид птиц семейства зимородковых. Подвидов не выделяют.
Эндемик Индонезии, обитает на Сулавеси. Родственный C. sanghirensis - на островах  Сангихе и Талауд.

## Описание
Длина синеухого зимородка составляет 28 см. Он обладает типичной формой зимородка, с коротким хвостом и длинным клювом. Взрослый самец имеет коричневые макушку и спину, и рыжие надхвостье и хвост. Имеет синюю маску на уровне глаз, отделённую от макушки белой линией. Кроющие уха, состоящие из длинных жёстких перьев, бледно-сиреневые. Нижние участки тела белые, а крылья синие, отделённые белой линией от бурой спины. Красный клюв большой и плоский. В полёте нижние части крыльев белые с чёрным ободком у запястья.
Самка имеет чёрную маску (в отличие от синей у самца) и оперение верхней части крыльев, а также черные брови с белыми пятнышками. Молодые особи имеют сходство со взрослыми, однако они обладают более тусклым и бурым оперением и серо-бурым клювом.
Родственный  C. sanghirensis населяет острова Сангихе и Талауд. Этот вид в большинстве своём обладает более крупным и длинным клювом. Также у него более яркие рыжие верхние части тела, черные лоб и маска, густое ярко сиреневое ушное оперение и верхняя часть грудки, а также белый подбородок.

## Поведение
Синеухий зимородок обитает в тропических лесах, располагающихся в низинах и в более сухих лесах на возвышенностях, до высоты 1 км.
Он неподвижно сидит на низких ветках, высматривая добычу, в основном больших насекомых, на земле внизу. Кроме этого, об их поведении мало что известно и не было найдено никаких гнёзд.

## Положение
Этот вид имеет узкий и рассеянный ареал и является редким, с отсутствием записей о них в южном Сулавеси. Вырубка лесов в низинах стала экстенсивной в последние десятилетия и приводит к потере мест обитания.